# Selenia
Selenia es un género de plantas fanerógamas de la familia Brassicaceae. Comprende 9 especies descritas y de estas, solo 5 aceptadas.

## Taxonomía
El género fue descrito por John Hill y publicado en A General Natural History 120. 1773. La especie tipo es: Dicrocaulon pearsonii N.E. Br.  

## Especies aceptadas
A continuación se brinda un listado de las especies del género Selenia aceptadas hasta julio de 2014, ordenadas alfabéticamente. Para cada una se indica el nombre binomial seguido del autor, abreviado según las convenciones y usos.	
- Selenia aurea Nutt.
- Selenia dissecta Torr. & A. Gray
- Selenia geniculata Beauv.
- Selenia grandis R.F. Martin
- Selenia jonesii Cory